# Inosilicaat
Een inosilicaat, van het Griekse ις, is [tweede naamval: ινος inos], vezel, is een silicaat waarbij regelmatige viervlakken van steeds vier moleculen siliciumdioxide enkele of dubbele ketens vormen. De ketens bestaan uit vier viervlakken. De enkele ketens hebben de molecuulformule Si2O7 en de dubbele ketens de molecuulformule Si8O22.
Voorbeelden van inosilicaten met enkele ketens zijn de pyroxenen en met dubbele ketens de amfibolen.
Nesosilicaat · Inosilicaat · Sorosilicaat · Cyclosilicaat · Tectosilicaat · Fyllosilicaat